# Elgar Birthplace Museum
The Firs: casa natale di Sir Edward Elgar, a Lower Broadheath, Worcestershire, Inghilterra, è un museo dedicato al compositore inglese Edward Elgar. Il 1º settembre 2017 il museo è stato riaperto sotto la direzione del National Trust

## Caratteristiche
Elgar nacque qui il 2 giugno 1857 e visse qui fino a quando la sua famiglia non si trasferì a Worcester due anni dopo. Il museo comprende il Birthplace Cottage e il suo giardino e il moderno Elgar Center, aperto nel 2000, che ospita ulteriori mostre e una sala per funzioni.
Le mostre del museo offrono una panoramica di Elgar, sull'uomo e sulla storia sociale ed offrono l'opportunità di vedere i suoi manoscritti musicali originali. Oltre ai manoscritti autografi la collezione del Museo comprende circa 11.000 lettere da e per Elgar, i suoi amici e la sua famiglia; prove, programmi e altri elementi legati alla musica di Elgar; fotografie di famiglia e album di ritagli; oggetti collegati ai suoi viaggi e ai suoi hobby, tra cui golf e ciclismo; possedimenti personali, premi e onorificenze e film dei suoi ultimi anni. Il cottage fu fondato come museo nel 1934, alla morte di Elgar, da sua figlia Carice Elgar Blake.
Per il quinquennio 2017-2021 il museo sarà gestito dal National Trust per conto della Fondazione Elgar. Essa apprezza molto il sostegno che riceve dai generosi donatori e dai suoi amici, compresa la Elgar Society. Ha lo status di Museo Accreditato dall'Arts Council England.

## Eventi e servizi
Il museo offre un programma di eventi ed eventi familiari diffusi durante tutto l'anno.